# Straubinger Haus
Das Straubinger Haus ist eine Alpenvereinshütte der Sektion Straubing des Deutschen Alpenvereins auf 1551 m ü. A. Höhe auf der Eggenalm nordwestlich des Fellhorngipfels. Sie befindet sich in den Chiemgauer Alpen auf dem Gemeindegebiet von Kössen im Tiroler Bezirk Kitzbühel. Das 2001 sanierte Schutzhaus ist ein Ausflugsziel unweit der Staatsgrenze zu Bayern am südlichsten Berg der Chiemgauer Alpen, dem 1764 m hohen Fellhorn. Es ist ausgestattet mit drei Gasträumen, Sanitäranlagen, Duschen, 80 Schlafplätzen, einem Kinderspielplatz und einer Sonnenterrasse mit Blick auf den Wilden Kaiser. Das Straubinger Haus ist ein Stützpunkt für größere Touren in den südlichen Chiemgauer Alpen.

## Zugänge
- Von Blindau (715 m, Parkplatz) bei Reit im Winkl über die Hindenburghütte, leicht, Gehzeit: 3 Stunden
- Von Seegatterl (780 m, Parkplatz) an der B305 über die Nattersbergalm und Hemmersuppenalm, leicht, Gehzeit: 3 Stunden
- Vom Parkplatz Steinplattenhaus (1375 m, Mautstraße von Waidring) über den Höhenweg, leicht, Gehzeit: 2½ Stunden
- Von Erpfendorf (650 m) über den Gernkogel, Gehzeit: 3 Stunden
- Von Lofer bei Kössen oder Blindau über Klausenbergalm und Weißensteinalm, leicht, Gehzeit: 4 Stunden
- Von der Hagerbrücke über Hasenau- und Neualm, leicht, Gehzeit: 3 Stunden

## Übergänge
- Brennhütte (1415 m, Privat) über Höhenweg, leicht, Gehzeit: 2 Stunden
- Traunsteiner Skihütte (1165 m, DAV) über Hemmersuppenalm und Pflegereck, leicht, Gehzeit: 4 Stunden
- Loferer Alm (1450 m) über Steinplattenhaus, Kammerköhralm und Höhenweg, leicht, Gehzeit: 5 Stunden

## Rundtouren
- Von Erpfendorf zum Straubinger Haus, Übergang zur Steinplatte und Abstieg über Grünwaldsteig nach Waidring, Gehzeit: 8 Stunden
- Von Seegatterl über Obere Hemmersuppenalm zum Straubinger Haus, Übergang zur Steinplatte und Abstieg über Winklmoos-Alm, Gehzeit 10 Stunden

## Gipfelbesteigungen
- Fellhorn (1764 m), leichter Hüttengipfel, Gehzeit: 30 Minuten
- Eggenalmkogel (1685 m), leichter Nebengipfel, Gehzeit: 30 Minuten
- Steinplatte (1869 m) über Höhenweg und Steinplattenhaus, Gehzeit: 4 Stunden

## Karte
- Alpenvereinskarte 1:25.000, Blatt BY 18, Chiemgauer Alpen Mitte – Hochgern, Hochfelln